# 金毅
金毅（1964年2月—），男，双腿残疾。中国学生营养餐创始人、营养学家、社会活动家。北京润生食品集团创立者。北京2008年夏季残奥会中国代表团社会捐赠办公室国际捐赠部部长。